# Jewgienij Mickiewicz
Jewgienij Pietrowicz Mickiewicz (ros. Евгений Петрович Мицкевич, ur. 24 grudnia 1893 w Klewaniu, zm. 19 lutego 1959 w Moskwie) – radziecki funkcjonariusz wywiadu, pułkownik NKWD.

## Życiorys
Urodził się w biednej ukraińskiej rodzinie chłopskiej. Od września 1912 do stycznia 1915 pracował jako wiejski nauczyciel, od 15 stycznia 1915 do czerwca 1918 służył w armii kolejno w Krzemieńczuku, Briażach, Rzeczycy i Briańsku, we wrześniu 1917 został członkiem partii komunistycznej. Od lipca do listopada 1918 był sekretarzem i członkiem kolegium gubernialnej Czeki w Briańsku, następnie został przewodniczącym powiatowego podziemnego komitetu rewolucyjnego w Rzeczycy, a od marca do czerwca 1919 był tam przewodniczącym powiatowego komitetu wykonawczego. Od czerwca 1919 służył w Armii Czerwonej jako komisarz wojskowy w Rzeczycy, później od października 1919 do marca 1920 dowódca 417 pułku piechoty47 Dywizji Frontu Zachodniego, od czerwca do września 1920 był przewodniczącym powiatowego komitetu rewolucyjnego w Bychowie, później komisarzem powiatowego komisariatu w Rzeczycy, od stycznia 1922 do stycznia 1923 studiował w Akademii Wojskowej w Moskwie. Od stycznia 1923 do lipca 1924 studiował na Wydziale Ekonomicznym Moskiewskiego Uniwersytetu Państwowego, następnie pracował w Wydziale Zagranicznym (INO) OGPU ZSRR, od marca 1925 do lipca 1926 był komenderowany służbowo do Hamburga i Berlina, później do maja 1927 pracował w centrali INO OGPU ZSRR w Moskwie. Od maja 1927 do grudnia 1929 był komenderowany do Genui i Mediolanu, po czym został pełnomocnikiem Oddziału 8 INO OGPU ZSRR, potem pomocnikiem szefa Wydziału 7 INO OGPU, od września 1931 do marca 1933 był komenderowany do Londynu. Po powrocie do Moskwy był zastępcą szefa jednego z oddziałów INO OGPU ZSRR, od lutego 1934 do listopada 1938 przebywał służbowo w Republice Chińskiej i USA, po czym do kwietnia 1939 był rezerwistą Wydziału 5 GUGB NKWD ZSRR, w kwietniu 1939 zwolniono go ze służby. We wrześniu 1939 przyjęto go ponownie, od czerwca do sierpnia 1941 dowodził batalionem brygady specjalnej NKWD, od sierpnia do 30 listopada 1941 był zastępcą szefa Wydziału 5 Zarządu 1 NKWD ZSRR, potem do czerwca 1942 szefem Oddziału 2 i zastępcą szefa Wydziału 3 Zarządu 1 NKWD ZSRR, a od 4 czerwca 1942 do 14 maja 1943 szefem Wydziału 7 Zarządu 1 NKWD ZSRR. Następnie pracował w NKGB ZSRR jako szef Wydziału 7 Zarządu 1, od listopada 1943 do 27 października 1944 pozostawał w rezerwie Zarządu 1 NKGB ZSRR jako komenderowany do Włoch, po czym został szefem Wydziału Kadr Zarządu 1 NKGB ZSRR, a od sierpnia 1945 do 27 czerwca 1946 był szefem Wydziału 7 Zarządu 1 NKGB/MGB ZSRR. Od września 1948 wykładał w Wyższej Szkole Wywiadowczej Komitetu Informacji przy Radzie Ministrów ZSRR, od 1950 do kwietnia 1952 był zastępcą szefa jednego z zarządów tego komitetu, a od maja 1952 do lutego 1953 zastępcą szefa zarządu MGB ZSRR, po czym zakończył służbę. W kwietniu 1953 przeszedł na emeryturę.

## Awanse
- kapitan bezpieczeństwa państwowego (20 grudnia 1936)
- podpułkownik bezpieczeństwa państwowego (11 lutego 1936)
- pułkownik bezpieczeństwa państwowego (23 lutego 1943)

## Odznaczenia
- Order Lenina (21 lutego 1945)
- Order Czerwonego Sztandaru (trzykrotnie, 1922, 3 listopada 1944 i 24 listopada 1950)
- Order Wojny Ojczyźnianej I klasy (5 listopada 1944)
- Order „Znak Honoru” (20 września 1943)
- Odznaka Honorowego Pracownika Czeki/GPU (8 kwietnia 1934)

I 4 medale.